# Marktplein (Kuurne)
Het Marktplein is het middelpunt in de West-Vlaamse gemeente Kuurne. Deze wordt omringd door verscheidene gebouwen waaronder cafés met vaak een buitenterras, winkels, het oude en nieuwe gemeentehuis en de Sint-Michielskerk. Het wordt als kleinhandelscentrum aanzien met kleinhandel en wonen in de omgeving. Op het Marktplein is er parkeergelegenheid aanwezig.
Het Marktplein ligt omgeven door de Kon. Elisabethstraat, Kerkstraat, Twaalfde Liniestraat, Heilig Hartstraat, Lt. Gen. Gérardstraat, Kortrijksestraat en het Weggevoerdenplein. Het ligt daarbij op wandelafstand van de Leie (rivier).
Sinds 2007 wordt er iedere woensdagvoormiddag een marktdag voorzien. Ook andere evenementen vinden op het plein plaats.   

## Geschiedenis
Voor de aanleg van het Marktplein was er eerst een ‘Kleine Marktplaats’ voor de burgers. Deze vond plaats tegenover de Sint- Michielskerk en bij het vroegere gemeentehuis of ‘Wethuys’. Deze plaats was vier eeuwen lang het trefpunt en dé plek voor de markt. Later wijzigde de ‘Kleine Marktplaats’ naar ‘Weggevoerdenplein’ die vandaag de dag nog steeds plaatsvindt. Deze plaats heeft zijn naam te danken aan de volgende gebeurtenis. Tijdens de Eerste Wereldoorlog had de Duitse bezetter werkkrachten nodig. Bij een eerste inval werden jonge mannen in Kuurne aangehouden om in omstreken te gaan werken. In hetzelfde jaar werden controles gehouden en werden terug jonge mannen in de Sint- Michielskerk verzameld om naar de streken Sedan en Laon (Frankrijk) weg te voeren. Er werden zo’n 335 mannen weggevoerd om in werkkampen te werken. Een zevental arbeiders zijn door de erbarmelijke omstandigheden te Frankrijk gestorven en een vijftiental arbeiders zijn na terugkeer in 1918 gestorven aan ondervoeding, opgedane ziekte en/of ontbering. Ze behoorden sinds dat moment tot de Kuurnse gesneuvelde soldaten waaronder de zivielarbeiders. Ter ere van deze jonge mannen werd de naam van ‘Kleine Marktplaats’ gewijzigd naar het ‘Weggevoerdenplein’.
Het Marktplein die zich naast de Sint- Michielskerk bevindt, was eerder landbouwgrond. In 1905 is deze plek verder uitgegroeid en ingericht als Marktplaats. Het Marktplein werd eerst naar ‘Dorpsplaats’ en later naar ‘Marktplaats’ vernoemd. Deze plek kreeg zo’n 30m diepte waarbij er na beschieting met Duitse kanonnen terug herstelling voor de kerk plaatsvond en een kiosk naar ontwerp van Traneeuw, E. werd geplaatst.  De kiosk stond centraal voor muziek. Het was een overdekte muziekkiosk waar de muziekgroep ‘Moed & Vlijt’ in groen uniform concerten gaven. De kiosk werd op feestdagen ingezet, maar werd ook ingezet voor de kermis of een processie waarbij de pastoor op de kiosk stond. Door beschietingen in 1918 bleven de kerk, woningen en de kiosk niet gespaard. De kiosk verdween tegen 1973. In de zomer van 2018 werd er een tijdelijke kiosk voor wekelijkse optredens geplaatst.
In 1898 werd er een tramhalte aangelegd die de inwoners naar de ‘Tramstatie’ vernoemden. De stoomtram met lijn Kortrijk – Wakken was een vervanging van de paardentram en werd als een leuke gebeurtenis aanzien. Deze stoomtram vervoerde goederen en personen en zorgde voor een betere verbinding tussen buurgemeenten. De tram reed voorbij aan het Marktplein. De postbode wachtte de stoomtram op om postzakken af te halen of mee te geven. De volgende haltes in Kuurne waren de Kuurne Brug, ’t Zweerd, ’t Kruiske, De Meiboom en De Herder. In 1923 werd de stoomtram vervangen door een dieseltram. Na de Tweede Wereldoorlog werd deze verwoest en in 1995 door de buslijn vervangen.

## Gebouwen
Aan het Marktplein bevinden zich momenteel een aantal gebouwen met geschiedenis. De opvallendste gebouwen zijn de cafés, het Oude en Nieuwe Gemeentehuis en de Sint- Michielskerk.

### Oude en Nieuwe Gemeentehuis
Het vroegere gemeentehuis of het genaamde ‘Wethuys’ is deel van het Weggevoerdenplein waar de inwoners steeds verzamelden. Het was dé plek van Kuurne. In 1646 was dit gebouw eerst eigendom van de Heer van Cuerne. De Fam. Vandoorne en Naessens woonden sinds 1887 in dit gebouw en dit gedurende 50 jaar lang. De Fam. Descheemaeker woonden er nog langer in. In de opkamer van dit gebouw gingen de gemeentediensten door en werd dit gebouw als het ‘Oude Gemeentehuis’ aanzien. De gemeentediensten gingen er door tot aan de Tweede Wereldoorlog. Door groeiende bevolking in Kuurne breidde het gemeentehuis zijn diensten uit waardoor men te weinig plaats had. In 1940 verhuisden de gemeentediensten naar een ander gebouw en dit onder aandringen van de gouverneur. Dit gebouw bevond zich in de Kerkstaat en lag verder weg van de Grote Markt. De Kerkstraat heette eerder de Poststraat waarbij het gebouw een postkantoor was. De vergaderingen van het College van Burgemeester en Schepenen gingen door op de bovenste verdieping in de schepenzaal. Bij het opbouwen van het Nieuwe Gemeentehuis aan het Marktplein werd ‘Den Tap’ in 1969 voor een deel afgebroken. Toen begon de verdere aanbouw van het Nieuwe Gemeentehuis. Na zo’n 400 jaar werd het ‘Oude Gemeentehuis’ niet meer ingezet voor de gemeentediensten. In 1975 verhuisden de gemeentediensten van het gemeentehuis in de Kerkstraat naar het Nieuwe Gemeentehuis. Het Nieuwe gemeentehuis vindt plaats op het Marktplein tegenover verscheidene cafés.

### Sint – Michielskerk
De oudste vermelding rond een houten kerk dateert in 1146. Deze kerk was een klein bedehuis door het dun bevolkte Kuurne. Deze houten kerk werd in 1221 vervangen door een stenen kerk. Er waren hierbij regelmatig beschietingen, maar ook een plundering of inname van Spanjaarden of Fransen kwamen naar voor. De oorlog en verwaarlozing zorgden voor het plaatsvinden van herstellingswerken. Het ommuurde kerkhof voor overleden priesters bij de kerk werd in 1958 afgebroken. Ten gevolge van de verschillende oorlogen was de kerk vervallen en werd de kerk in de 19e eeuw volledig afgebroken. Er werd in 1877 een nieuwe kerk genaamd Sint- Michielskerk in neogotische stijl gebouwd. In 1878 werd deze plechtig ingewijd. De kerk kreeg verder door de twee wereldoorlogen nog te maken met kanonschoten, brandstichting, inbraak en beschietingen. Er vonden opnieuw herstellingswerken plaats.
De kerk was een belangrijke plaats voor de inwoners. Er was dagelijks een kerkviering, maar ook andere gelegenheden werden niet vergeten. Zo startte om 6u de jaarlijkse wandeling van de kerk rond Kuurne voor het gewas en hun goede opbrengst hiervan. De pastoor liep de volledige wandeling voorop.

### Cafés
Mart Caffee is een café met polyvalente zaal met daarboven een complex met appartementen. Dit gebouw op de hoek van het Marktplein heette in 1906 'Maison de Commerce de Cuerne' en hadden als eigenaars de fam. Vansteenkiste – Vermeulen. Dit gebouw was zowel een bakkerij als een winkel en een herberg. Dit gebouw werd in 1917 ook vernoemd naar het ‘Hof van Commerce’ of ‘Réunion de Commerce’ waar je zowel een bakkerij als herberg (restaurant en logement) kon vinden. Na de Eerste Wereldoorlog woonde een beenhouwer in dit gebouw. Daarna verhuisde deze man en werd dit gebouw voor activiteiten gebruikt. Het gebouw werd in de volksmond ‘Het Lokaal’ genoemd. Na verbouwingen werd het gebouw in 1920 tot 1948 naar zijn huidige naam ‘De Volkswil’ van de Christene Werklieden vernoemd. In 1948 kreeg dit gebouw 'De Gilde' als naam. Het café kreeg later nog verschillende benamingen o.a. 'Nick's caffee' en 'Markt caffee'. 
De Kroone is een café gelegen tegenover de apotheek en op de hoek van het Marktplein. De Herberg bevond zich eerst aan de overkant van de straat en werd in 1903 in opdracht van brouwer Malfait herbouwd naar de hoek van het Marktplein. Bij de Nieuwe ‘De Kroone’ waren fam. Piepers en Claerbout de eerste eigenaars. ‘De Kroone’ is altijd een herberg geweest en sinds een eeuw het lokaal van de muziekmaatschappij ‘Moed en Vlijt’. 
In 1924 werd het café de Middenstand gebouwd met de eerste eigenaars fam. Goethals en Vandewalle. Het idee was om daar een nieuw gemeentehuis op te richten, maar er kon geen akkoord worden gesloten met betrekking tot de dure grond. In dat jaar kwam er ook voor het eerst naast de Middenstand een boompje op het Marktplein. Dit gebouw werd als verenigingslokaal en feestzaal ingezet. Zo was er eerst sprake van een cinemazaal. Later werd deze zaal gebruikt voor begrafenissen, huwelijksfeesten, maar ook voor een bal of een fuif. In 1993 kreeg dit gebouw de naam ‘Middenstand’ en de aansluitende feestzaal de naam ‘Midheen’.
De Gulden Hert is een café gelegen aan het Marktplein tegenover de Sint- Michielskerk. Het is vermoedelijk de eerste herberg door de oudste vermeldingen in 1880. In deze tijd werd de herberg ‘De Concorde’ genoemd en waren de bewoners fam. Leleu en Decanniere (herbergier). In 1941 werd deze herberg omgebouwd tot een winkel met elektriciteitsartikelen door fam. Vercaemst en Peers. Daarna werd dit gebouw een kapperszaak en heropende de herberg zich in 1984 met de naam ‘De Gulden Hert’. 
't Fenomeen is een café gelegen aan het marktplein tegenover de Sint- Michielskerk. In 1870 was dit gebouw een bakkerij en uitgebaat door fam. Decoene en Bulcaen. Daarna werd de bakkerij een herberg. Kort daarna in 1900 werd deze herberg een ‘vleeschhuis’. Gedurende een tiental jaren was er geen herberg meer. In 1921 werd er na de verwoesting van de Eerste Wereldoorlog een nieuw gebouw geplaatst ter vervanging van het oude gebouw. Vanaf 1962 diende dit gebouw als café onder de naam ‘Gala’ door eigenaars Vandewalle en Lanssens. 

### Jeugdhuis

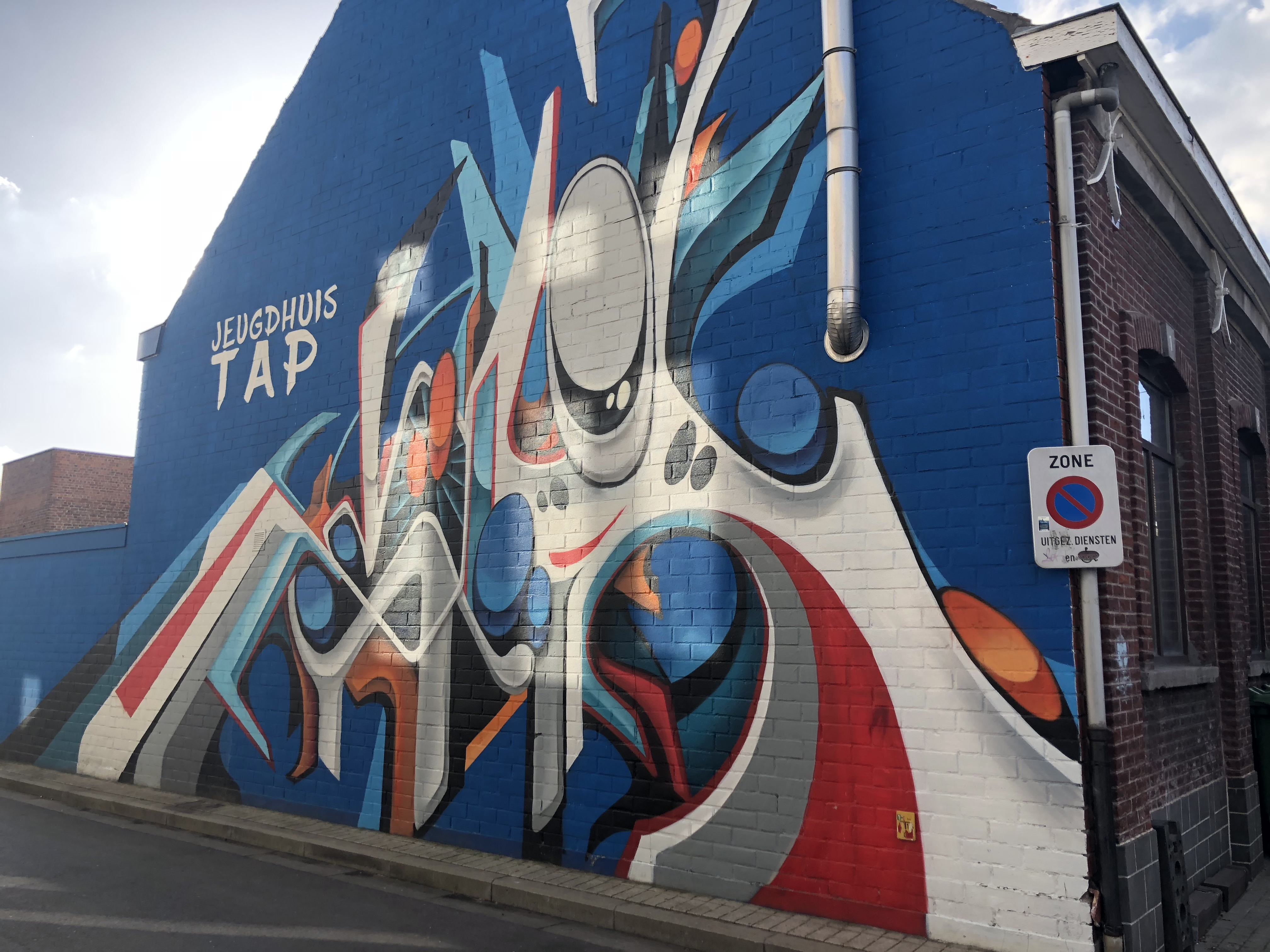
Het jeugdhuis 'Den Tap' te Kuurne (2018)

Jeugdhuis ‘Den Tap’ is een verborgen gebouw bij het Marktplein. Het is gelegen aan de zijkant van het gemeentehuis en achter het café West- Vlaanderen.         
De kleine huisjes die naar het Jeugdhuis leidden, werden bewoond door de families: Naessens – Devolder, Noppe- Vanneste en Nolf- Claus. In 1969 werden deze huisjes afgebroken en kwam er een conciërgewoning voor het nieuwe gemeentehuis. Vroeger stonk dit straatje. Er werd verteld dat er weleens urine in de riolen werd gegooid. Het gebouw ‘Den Tap’ werd in 1880 vermeld als gemeenteschool. In deze school waren er enkele lokalen met een houten muur als afscheiding. Je kon in dit gebouw enkele jaren naar de basisschool, maar niet de volledige lagere school. Later wordt de functie veranderd naar jeugdlokaal, bibliotheek en parochiezaal ‘Tap’ of ‘Jongelingenkring’. Het gebouw werd deels voor het Nieuwe Gemeentehuis afgebroken. In 1968 kreeg het gebouw de naam Jeugdhuis ‘Den Tap’.                                                                                                                                                                                                                                                                                                                                                                                                                                                                                                                                                                                                                                                                                                                                                                                                                                                                                                                                                                                                                                                                                                                                                                                                                                                                                                                                                                                                                                                                                                                                                                                                                                                                                                                                                                                                                                                                                                                                                                                                                                                                                                                                                                                                                                                                                                                                                                                                                                                                                                                                                                                                                                                                                                                                                                                                                                                                                                                                                                                                                                                                                                                                                                                                                                                                                                                                                                                                                                                                                                                                                                                                                                                                                                                                                                                                                                                                                                                                                                                                                                                                                                                                                                                                                                                                                                                                                                                                                                                                                                                                                                                                                                                                                                                                                                                                 

## Monumenten
Aan het nieuwe gemeentehuis staat er een borstbeeld van de schilder Evariste Carpentier. Hij werd in 1845 geboren te Kuurne en studeerde later aan de Academie van Kortrijk en Antwerpen. Deze man schilderde vooral taferelen uit de Franse Revolutie en ging later naar levendige scènes omtrent het platteland. In 1880 woonde de man bij een schildervriend en schilderde hij romantische geschiedenis- en oorlogstaferelen. Hij blijft de herinnering aan Kuurne levendig houden door het schilderen van een Kuurnse boerderij. Nadat zijn huwelijk wordt beëindigd, gaat hij in Ter Hulpen wonen en zet hij een belangrijke stap in zijn loopbaan. Zo wordt hij een poëtische schilder en hield hij verschillende tentoonstellingen. In 1897 wordt hij leerkracht aan het Koninklijke Academie van Luik en is hij even directeur. De man overlijdt in 1922 in Luik door langdurige ziekte. Enkele van zijn werken hangen uit in het gemeentehuis en de Sint- Michielskerk te Kuurne.
Ten zuiden van de kerk staat er een monument ter vervanging van het oorspronkelijke dat werd vernield en afgebroken. Dit monument verwijst naar de militaire slachtoffers van de twee wereldoorlogen. Het oorspronkelijke werd na de Eerste Wereldoorlog in 1920 geplaatst, maar werd door de Duitsers vernield.

Ten noorden van de kerk is er nog een monument voorzien. Deze werd geplaatst naar aanleiding van de toewijding van de gemeente aan het Heilig Hart van Jezus. Dit monument stond oorspronkelijk op een andere plaats. In 1925 werd dit opgericht ten zuiden van de kerk en dit in opdracht van de gemeenteraad. Deze werd later met massale belangstelling ingehuldigd.

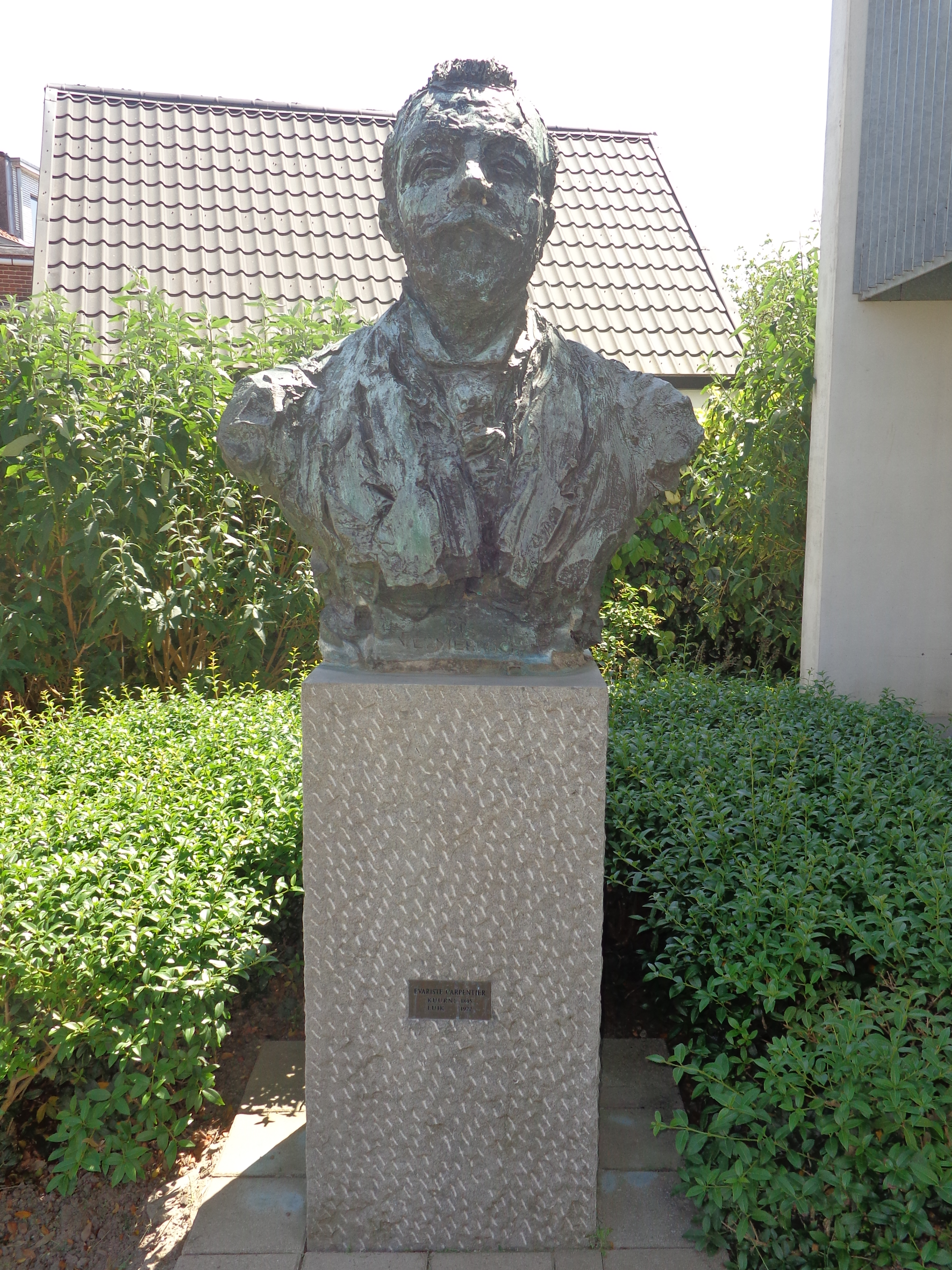
Het borstbeeld aan het gemeentehuis te Kuurne (2020)
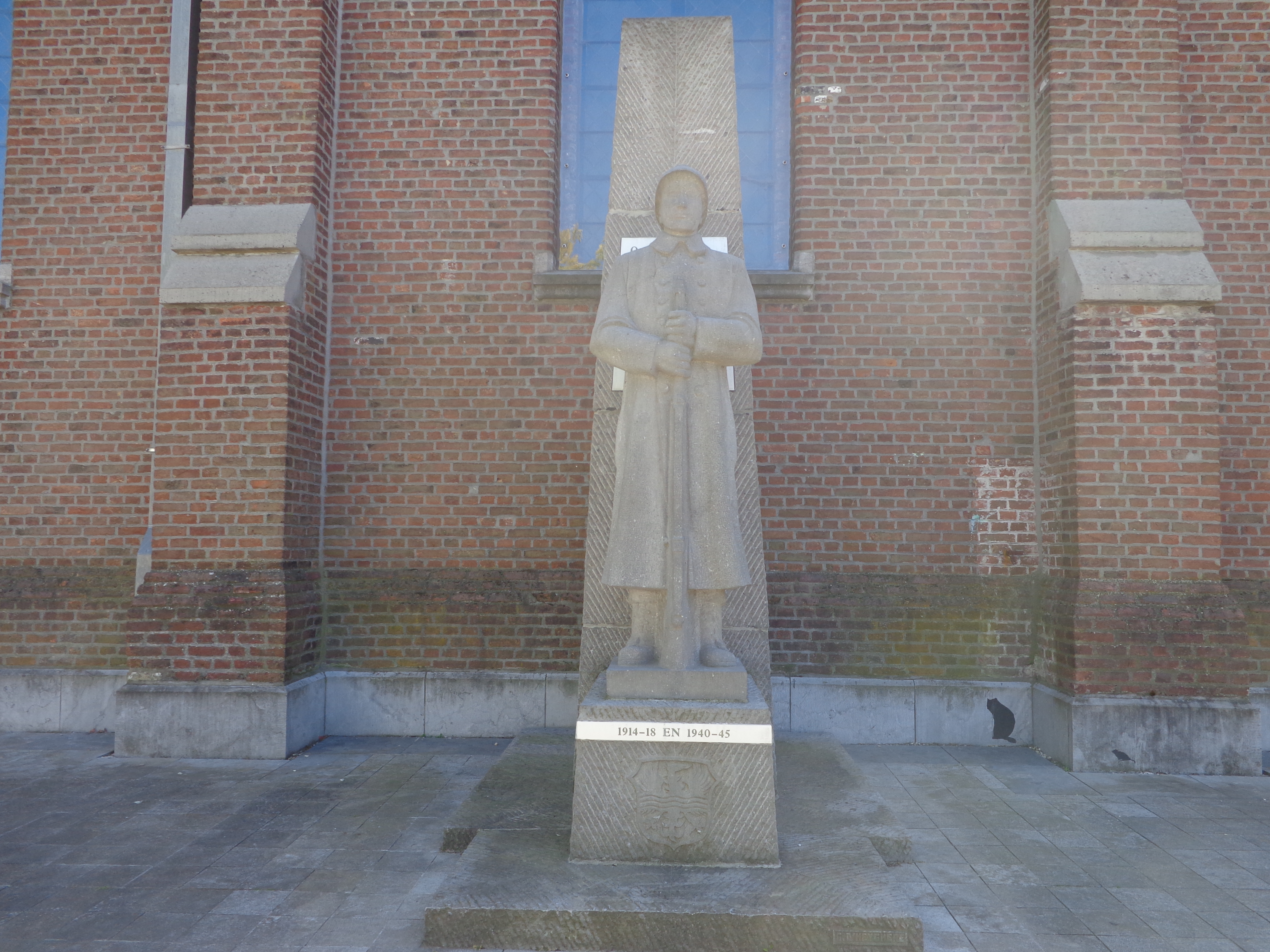
Het monument voor militaire slachtoffers van de twee wereldoorlogen te Kuurne (2020)
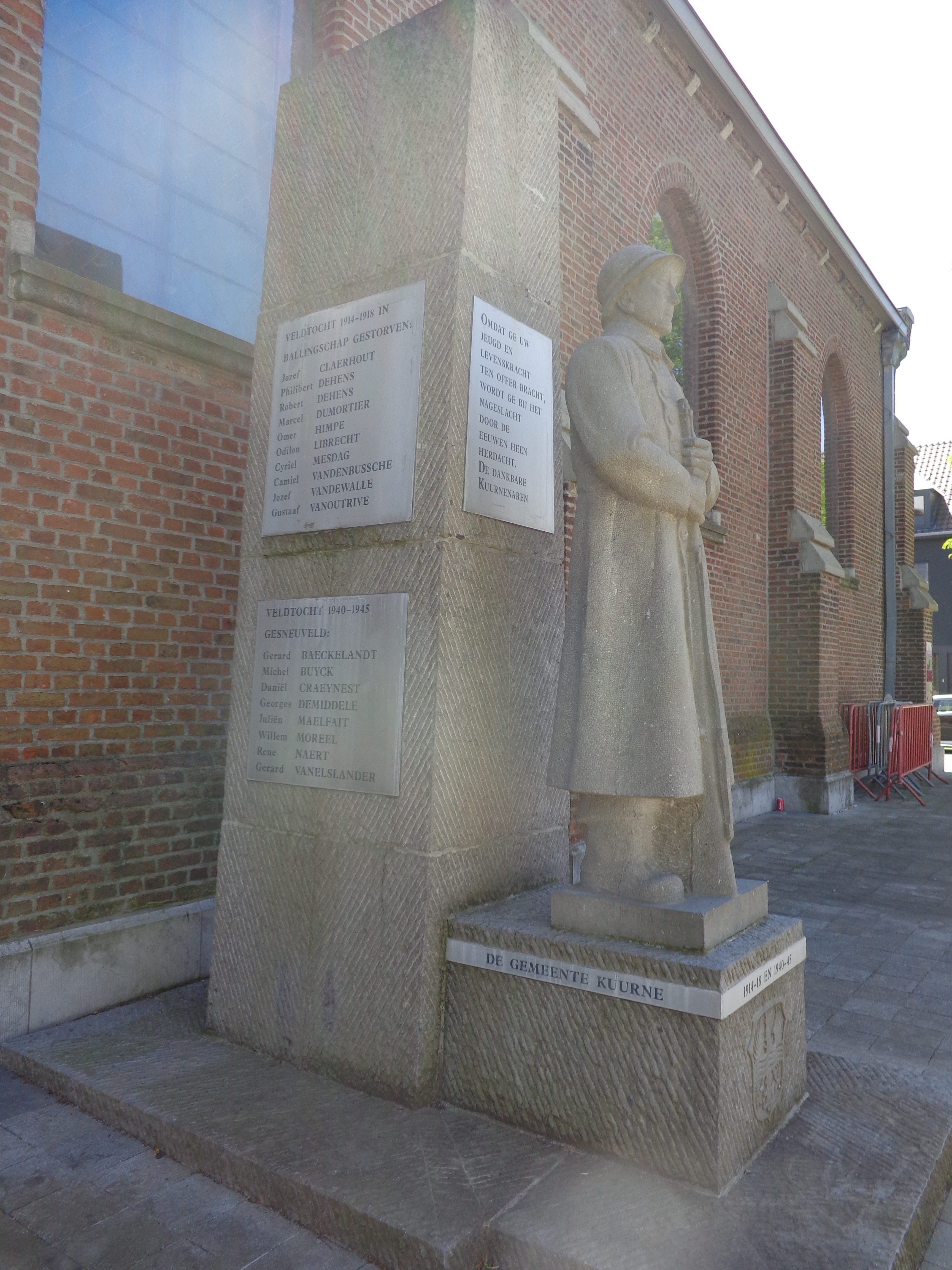
Het monument voor militaire slachtoffers van de twee wereldoorlogen te Kuurne (2020)
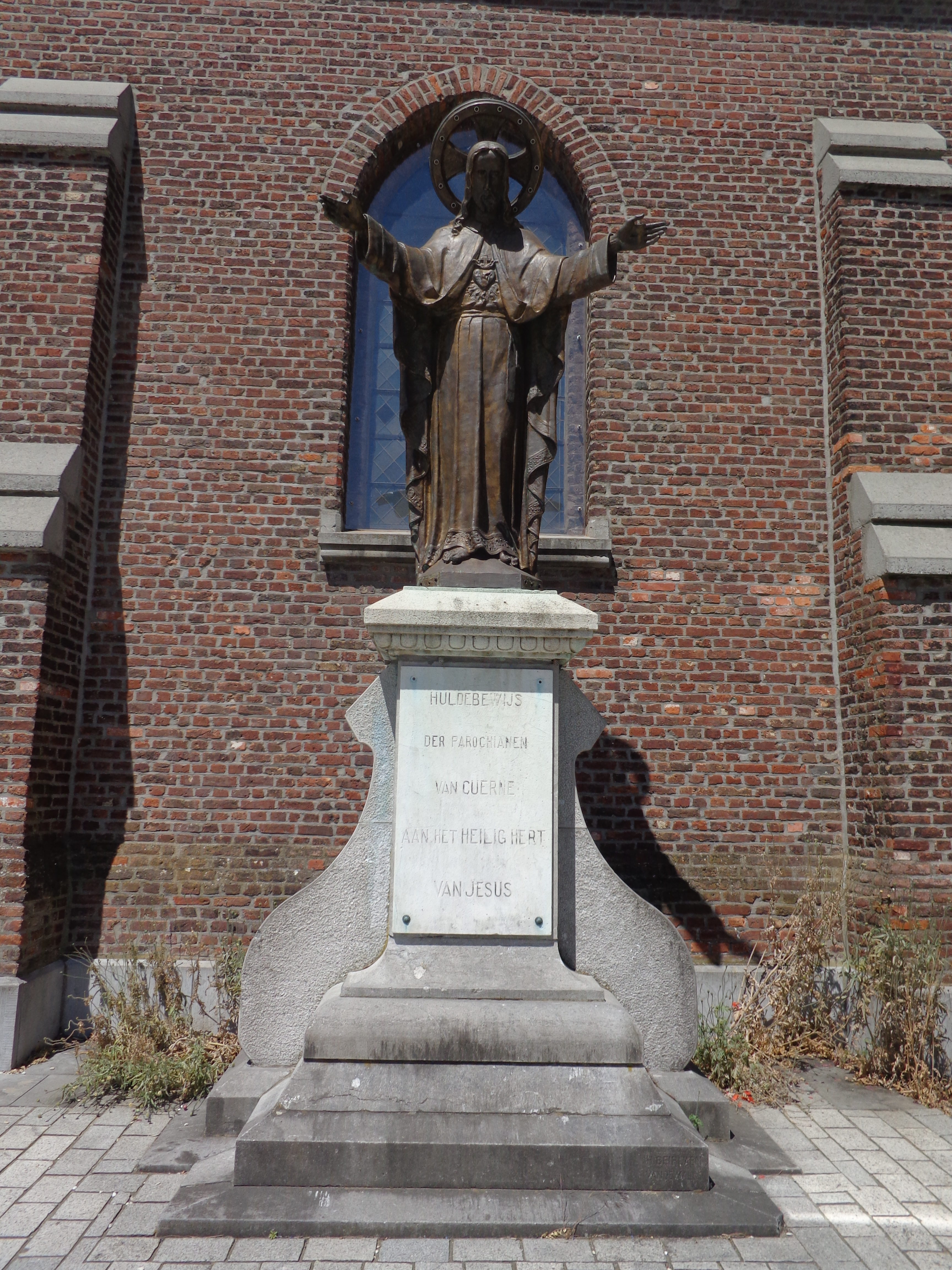
Het Heilig- Hartmonument te Kuurne (2020)

## Evenementen
Op het marktplein vinden er jaarlijks evenementen plaats.
In 1912 kwam er een kabel tot aan de cabine van het marktplein. Er werd voor het eerst in openlucht een filmvoorstelling gehouden rond de meerwaarde van elektriciteit. De elektriciteit was in Kuurne in opmars. In 1919 werd er ter gelegenheid van de kermis een film vertoond. De film ‘Schoenmaker blijft bij uw leest’ werd zo’n vier keer op het Marktplein in openlucht vertoond. Sinds 1943 ging de cinema door in de zaal van de Middenstand.
Voor minder dan 10 jaar ging er rond Pasen een handelsfoor door. Bij dit evenement kwamen zelfstandigen hun eigen stand opzetten en dit in verbinding met de Middenstand.
Sinds 1969 is er een jaarlijkse Artiestenfoor op het marktplein. Deze foor werd georganiseerd naar aanleiding van het 25-jarig bestaan van de Kunstkring en dit door 12 mannen. Na succes werd de foor ieder jaar herhaald en telkens in het eerste weekend van juni. In 1989 verhuisde dit jaarlijks evenement door verschillende redenen naar een andere omgeving in Kuurne. De artiestenfoor werd dan benoemd tot Kleurdag. In 2007 kreeg dit evenement de naam ‘Artmarktkuurne’ en ging deze terug door op het marktplein. De Artmarkt is een openluchtatelier en opvolger van de Artiestenfoor en Kleurdag met hun jarenlange traditie. Tijdens het weekend staat Kunst en Ontmoeting centraal. Ieder kan zijn creativiteit inzetten zowel individueel als in groep. De verschillende disciplines die aan bod komen, zijn tekenen, schilderen, ruimtelijk werk, glasblazen, keramiek, etc.
Het gratis festival P’latsedoen komt jaarlijks terug op het Marktplein. Dit festival gaat sinds 2011 telkens in de zomervakantie door. Het festival wordt georganiseerd om talenten in de kijker te plaatsen. Dit gaat gepaard met muziek en optredens.
Na de zomervakantie vindt er zich de Ezelsfeesten plaats waarbij er enkele dagen feest wordt gevierd. Dit weekend staat in teken van de ezel. De inwoners van Kuurne kregen deze spotnaam van de Kortrijkzanen doordat de inwoners telkens met ezel en kar naar de ochtendmarkt van Kortrijk trokken. Deze Kuurnse ezels wekten daarbij de slapende Kortrijkzanen. Tijdens deze dagen worden er straatoptredens gegeven, maar bevindt er op het marktplein ook een braderie, rommelmarkt en kermis plaats. Er wordt een ezelsjogging georganiseerd voor kinderen en volwassenen. Een jogging van 2 of 6km naar keuze waarbij een deel van de inschrijving naar het goede doel gaat.
Zo wordt er ook sinds meer dan 30 jaar ieder jaar op het marktplein een kerstmarkt met kraampjes en animatie georganiseerd.

## Fotogalerij

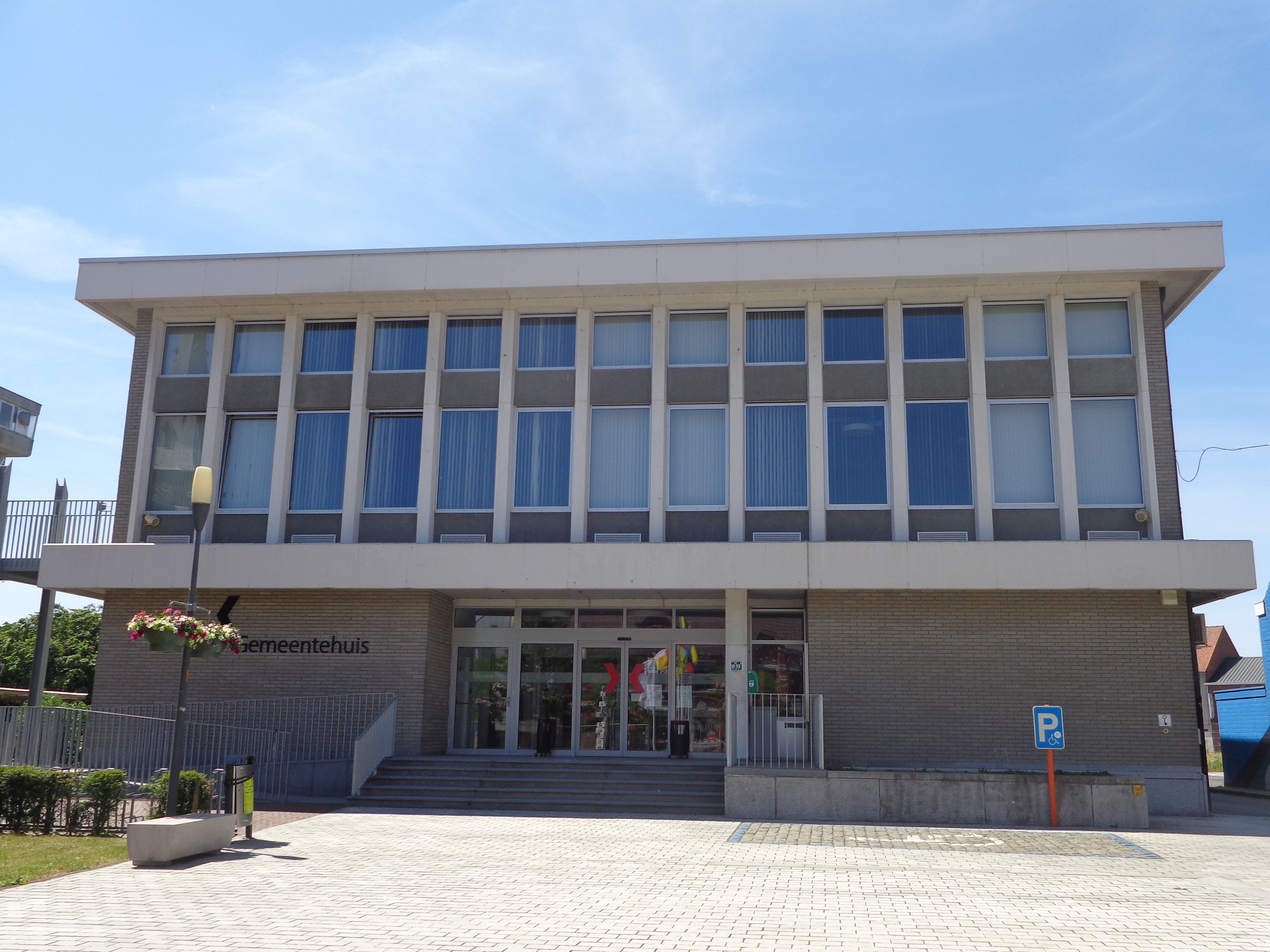
Het gemeentehuis aan het Marktplein te Kuurne (2020)
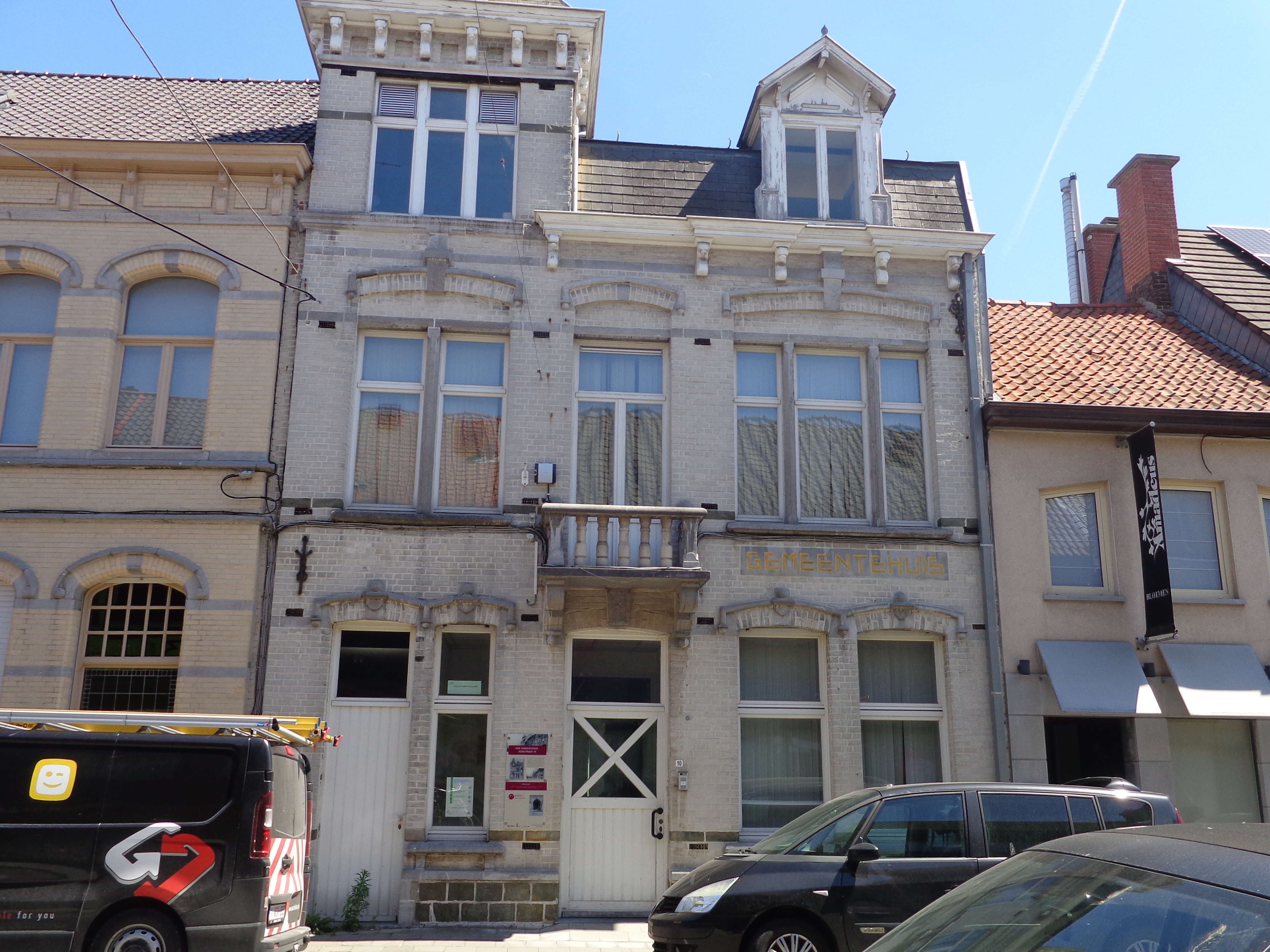
Het oude gemeentehuis in de Kerkstraat te Kuurne (2020)
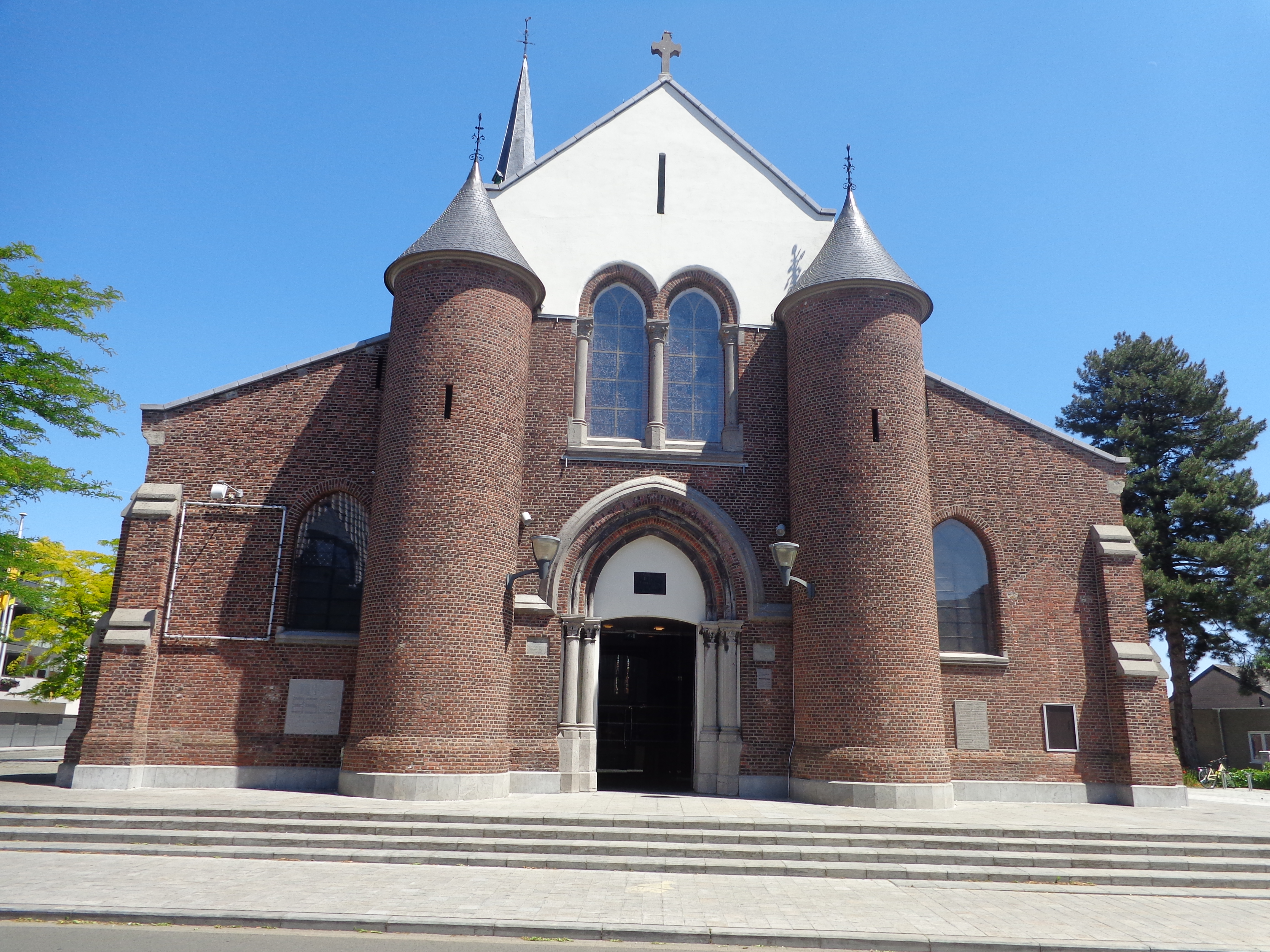
De Sint- Michielskerk te Kuurne (2020)
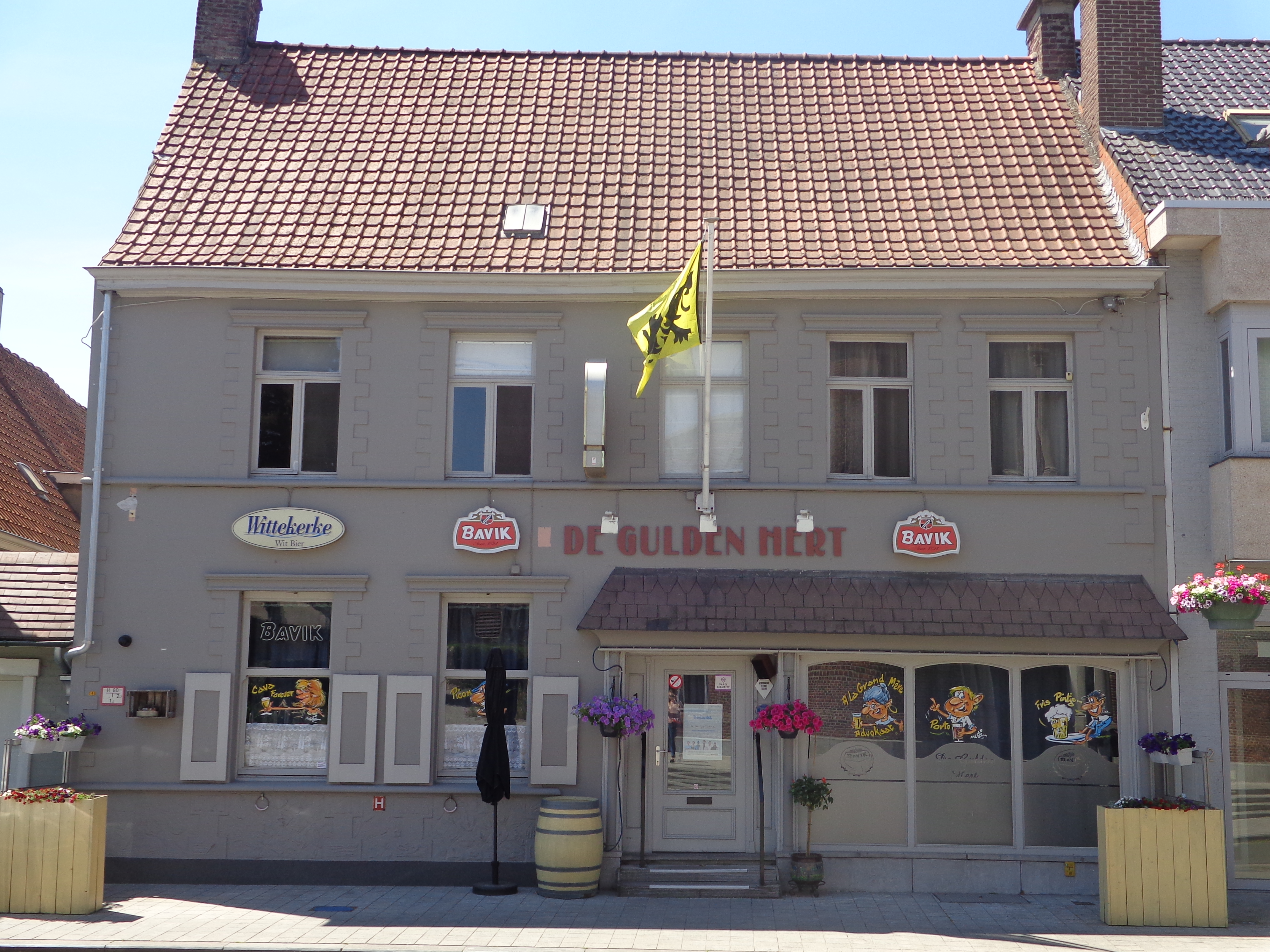
Het café 'De Gulden Hert' te Kuurne (2020)
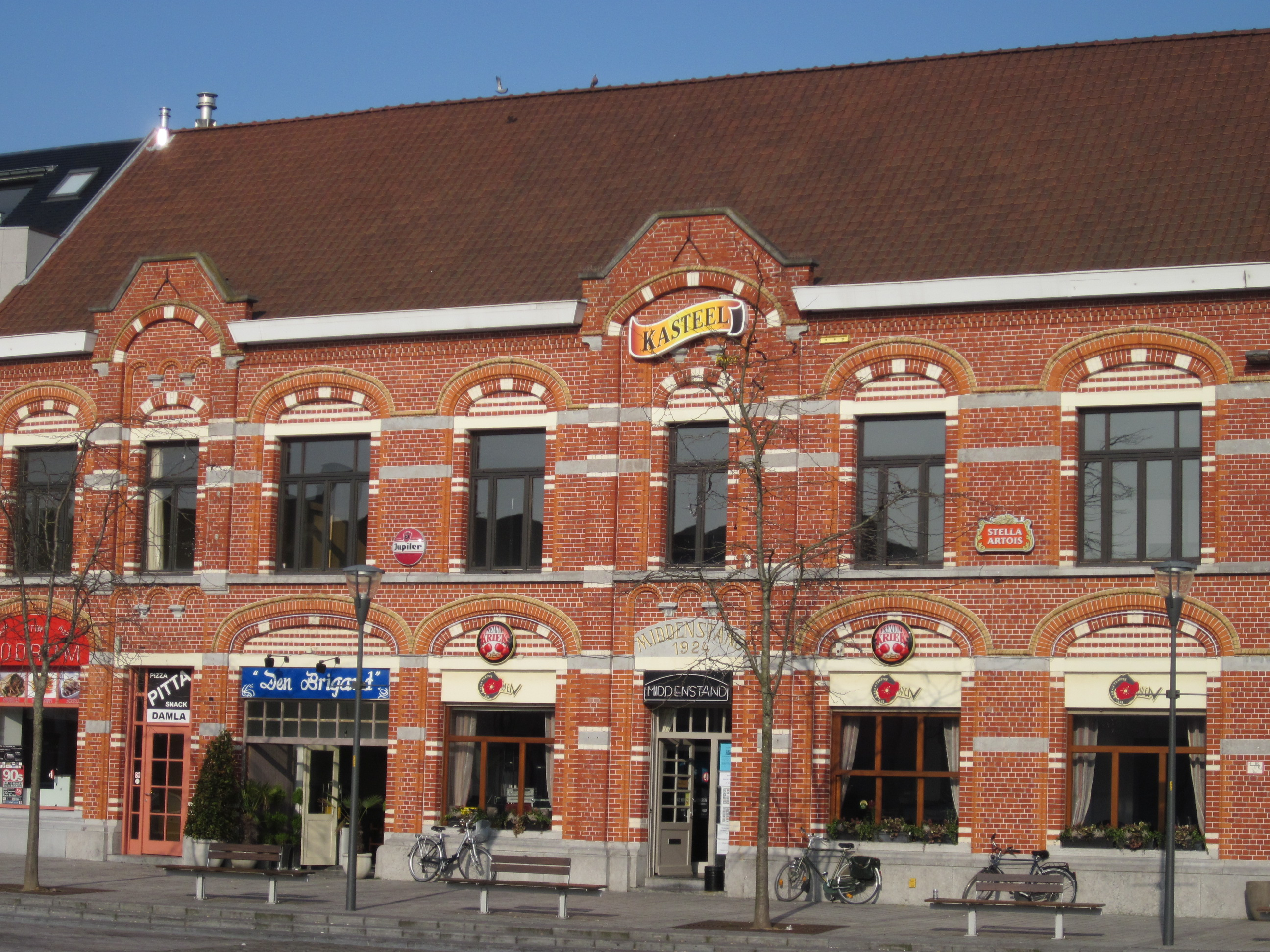
Het café 'De Middenstand' te Kuurne (2012)
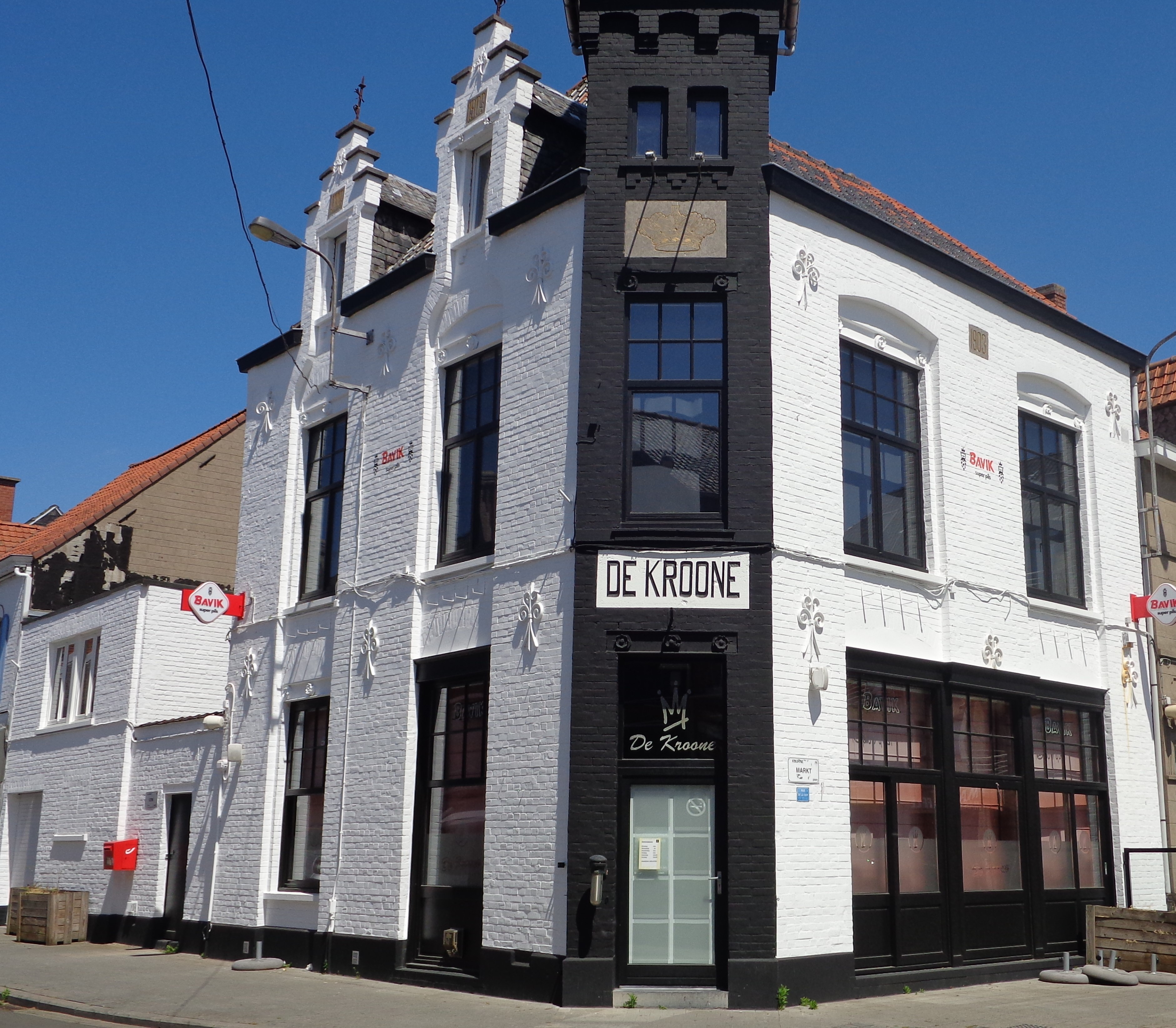
Het café 'De Kroone' te Kuurne (2020)
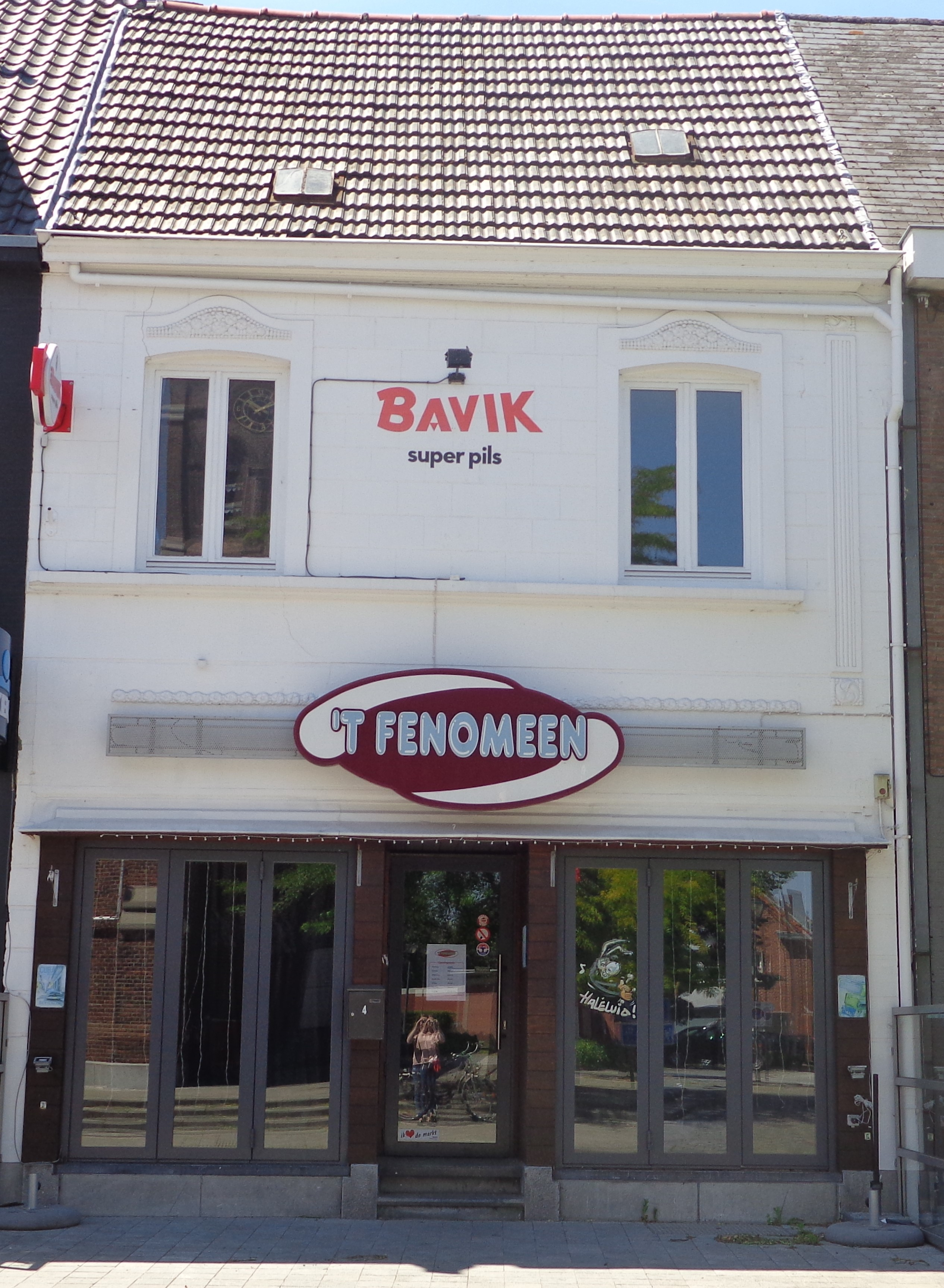
Het café 't Fenomeen te Kuurne (2020)